# Telipna conjuncta
Telipna conjuncta är en fjärilsart som beskrevs av Jackson 1969. Telipna conjuncta ingår i släktet Telipna och familjen juvelvingar. Inga underarter finns listade i Catalogue of Life.